# Afio
afio ist ein Kommando (Befehl) unter Unix-Betriebssystemen zur Dateiarchivierung. Das Unix-Kommando afio ist eine alternative Implementierung des cpio-Kommandos und verwendet ein dem cpio-Datenformat ähnliches Archivformat, das in der Regel mit der Dateiendung .cpio versehen wird.
Das afio-Projekt wurde 1985 von Mark Brukhartz bei Lachman Associates begonnen und nach Erweiterungen durch einige andere zuletzt von Koen Holtman geleitet und von letzterem unter LGPL-Lizenz veröffentlicht. Jedoch ist die Rechtmäßigkeit dieser Lizenz umstritten, da der Original-Quelltext unter einer zur LGPL nicht kompatiblen Lizenz veröffentlicht wurde. Die Free Software Foundation hat infolgedessen afio aus ihrem Software-Verzeichnis genommen.
Die letzte Version ist afio-2.5 und wurde von Koen Holtman im Dezember 2003 veröffentlicht.

## Vorteile gegenüber cpio
afio verarbeitet Eingabedatenfehler großzügiger als cpio. Die Datenkomprimierung erfolgt dateibasiert und ist damit anders umgesetzt als typischerweise bei cpio und tar.  Des Weiteren unterstützt afio die interaktive Erzeugung von Multivolume-Archiven und anders als cpio unterliegt afio nicht der 4-GB- bzw. 8-GB-Grenze für Archiv-Dateien, was allerdings zu Kompatibilitätsproblemen durch das mitten im Archiv wechselnde Archiv-Format führt.

## Funktionsweise und Beispielaufrufe
afio verfügt über vier Grundfunktionen, welche über die Optionen -o („Copy-Out-Modus“, Erzeugen eines Archivs), -i („Copy-In-Modus“, Extrahieren aus einem Archiv), -t (Anzeigen des Archiv-Inhalts) und -r (Überprüfen der Datenkonsistenz) angegeben werden. 
Erzeugen eines Archivs, welche die Dateien des aktuellen Verzeichnisses enthält:
```
ls | afio -o verzeichnis.cpio
```

Erzeugen einer cpio-Datei, welche die Dateien und Unterverzeichnisse des aktuellen Verzeichnisses enthält:
```
find . -print -depth | afio -o verzeichnis.cpio
```

Wiederherstellen von Dateien aus einem cpio-Archiv:
```
afio -i archiv.cpio
```

Auflisten der im Archiv enthaltenen Dateien, ohne diese zu extrahieren:
```
afio -t archiv.cpio
```

Vergleich der im Archiv enthaltenen Dateien mit den gleichnamigen Dateien des Dateisystems:
```
afio -r archiv.cpio
```